# Rivière Versailles
Pour les articles homonymes, voir Versailles.
La rivière Versailles est un affluent de la rivière L'Assomption, coulant entièrement dans Saint-Côme, dans la municipalité régionale de comté (MRC) de Matawinie, dans la région administrative de Lanaudière, au Québec, au Canada.
Le cours de cette rivière se situe à la limite sud de la Zec Lavigne. Son cours supérieur qui est en zone forestière est surtout accessible par le chemin de Notre-Dame-de-la-Merci ; son cours inférieur par le chemin du rang Versailles. À partir du milieu du XIXe siècle l'activité économique principale de ce secteur a été la foresterie.

## Géographie
La rivière Versailles prend sa source d'une zone de marais chevauchant la limite entre Notre-Dame-de-la-Merci et Saint-Côme. Ce marais est situé du côté nord, au pied d'un sommet de montagne culminant à 597 m. L'embouchure de ce marais est située sur la limite intermunicipale à :
- 9,5 km à l'ouest du centre du village de Saint-Côme ;
- 12,2 km à l'est du centre du village de Notre-Dame-de-la-Merci ;
- 4,0 km au nord-est de la rivière Ouareau.

À partir de l'embouchure de ce marais de tête, le cours de la rivière Versailles descend sur 12,5 km selon les segments suivants :
- 2,6 km vers le nord-est en coupant le chemin de Notre-Dame-de-la-Merci, jusqu'à un ruisseau (venant du nord) ;
- 1,0 km vers l'est, en longeant du côté nord le chemin de Notre-Dame-de-la-Merci, jusqu'au pont routier ;
- 3,1 km vers le nord-est, en longeant du côté sud le chemin de Notre-Dame-de-la-Merci, jusqu'au pont routier ;
- 3,0 km vers l'est, en longeant du côté nord le chemin de Notre-Dame-de-la-Merci, jusqu'au pont routier ;
- 2,8 km vers l'est, en longeant du côté sud le chemin de Notre-Dame-de-la-Merci, jusqu'à la confluence de la rivière[2].

La rivière Versailles se jette sur la rive ouest de la rivière L'Assomption, en zone de villégiature. Cette confluence se situe à :
- 1,5 km au nord-ouest du centre du village de Saint-Côme ;
- 5,3 km au sud-est de la limite sud du Parc national du Mont-Tremblant.

## Toponymie
Le toponyme rivière Versailles évoque un entrepreneur forestier dénommé Versailles qui fit jadis chantier près de ce cours d'eau. Ce toponyme apparait en version abrégée R. Versailles sur la carte de Taché qui a été publiée en 1870.
Le toponyme rivière Versailles a été officialisé le 5 décembre 1968 à la Commission de toponymie du Québec.